# آندری فدچکو
آندری فدچکو (انگلیسی: Andriy Fedechko؛ زادهٔ ۴ دسامبر ۱۹۹۰) ورزشکار پنج‌گانه مدرن اهل اوکراین است.
وی در مسابقات کشوری و بین‌المللی در مجموع برندهٔ ۱ مدال نقره، ۱ مدال برنز شده‌است.

## حرفه
وی همچنین از ورزشکاران پنج‌گانه مدرن در بازی‌های المپیک تابستانی ۲۰۱۶ بوده‌است.